# Колин Бълтън
Колин Бълтън (на английски: Colin Boulton) е бивш английски футболист, роден на 12 септември 1945 г. в Челтнъм. Играе на поста вратар. Добива известност като футболист на Дарби Каунти през 60-те и 70-те години на 20 век. Той е единственият играч на овните, който взима участие във всичките 84 мача на отбора в двете първенства, когато Дарби става шампион през 1972 и 1975 г., като при първата шампионска титла не допуска гол в 23 мача. След като напуска Дарби Каунти играе две години в Северноамериканската Футболна Лига, а след това се връща в родината си, където пази за Линкълн Сити, но изиграва само четири мача преди да се контузи и прекрати кариерата си. През 2009 г. е избран от феновете на Дарби Каунти за най-добрия вратар на отбора за всички времена.